# レピドテス
レピドテス（学名： Lepidotes）は中生代の魚類の一つ。前期ジュラ紀のヨーロッパ（ドイツ、フランス、イギリス）に生息していた。かつては多くの種がこの属に分類され、三畳紀から白亜紀にかけて世界的に分布していたと考えられていたが、2012年に大規模な再分類が行われタイプ種と密接な関わりのある種のみがレピドテス属に残された。

## 特徴
全長約30cm。エナメルに覆われた鱗を持っていた。
淡水性の肉食魚で、上顎骨が頬骨に付着していなかったため口を伸ばして獲物を吸い込むことができた。ドイツから産出した化石には、胃内容物として甲殻類のクチクラの残骸が報告されている。丸いボタン状の歯を持ち、その化石は中世ヨーロッパではトードストーンと呼ばれてんかんなどに効く特殊な効能を持った石とされていた。トードストーンは、年をとったヒキガエルを赤い布の上に乗せるとヒキガエルが吐き出すと考えられていた。